# 虹と太陽の丘
「虹と太陽の丘」は、ぴよぴよのデビューシングル。1992年5月27日にキティレコードよりリリースされた。

## 解説
テレビアニメ『らんま1/2熱闘編』エンディングテーマ。『らんま1/2 TVテーマソングス コンプリート』（1999年3月17日リリース）等に収録されている。
柴咲コウが2015年6月17日にリリースしたカバーアルバム『こううたう』にてカバーしている。

## 収録曲
1. 虹と太陽の丘 [4:18]
作詞・作曲：上村茂三、編曲：ぴよぴよ
  - テレビアニメ『らんま1/2熱闘編』エンディングテーマ
2. アスファルトの道 [3:55]
3. 虹と太陽の丘（オリジナルカラオケ） [4:16]

## 収録アルバム
虹と太陽の丘
- 『ぴよぴよ』 - 1992年。
- 『らんま1/2閉幕的主題歌全集』 - 1992年10月21日リリース。
- 『らんま1/2電子遊戯音楽集』 - 1993年3月21日リリース。
- 『らんま1/2 TVテーマソングス コンプリート』 - 1999年3月17日リリース。
- 『決定盤「らんま1/2」アニメ主題歌＆キャラソン大全集』 - 2015年8月15日リリース。

アスファルトの道
- 『ぴよぴよ』

## カバー作品
虹と太陽の丘
- 柴咲コウ - 2015年6月17日にリリースしたカバーアルバム『こううたう』に収録。